# Karim Walid
Karim Walid (tiếng Ả Rập: كريم وليد; sinh ngày 8 tháng 8 năm 1997) thường gọi Nedvěd là một cầu thủ bóng đá người Ai Cập thi đấu ở vị trí tiền đạo chạy cánh cho Al Ahly và U-20 Ai Cập. Anh là sản phẩm của học viện trẻ Al-Ahly. Anh có biệt danh ở trong đội trẻ vì vị trí thi đấu và dáng người giống với huyền thoại của Cộng hòa Séc Pavel Nedvěd.